# Blechnum tabulare
Blechnum tabulare es una especie de helecho perteneciente a la familia Blechnaceae. Es originaria del África subsahariana.

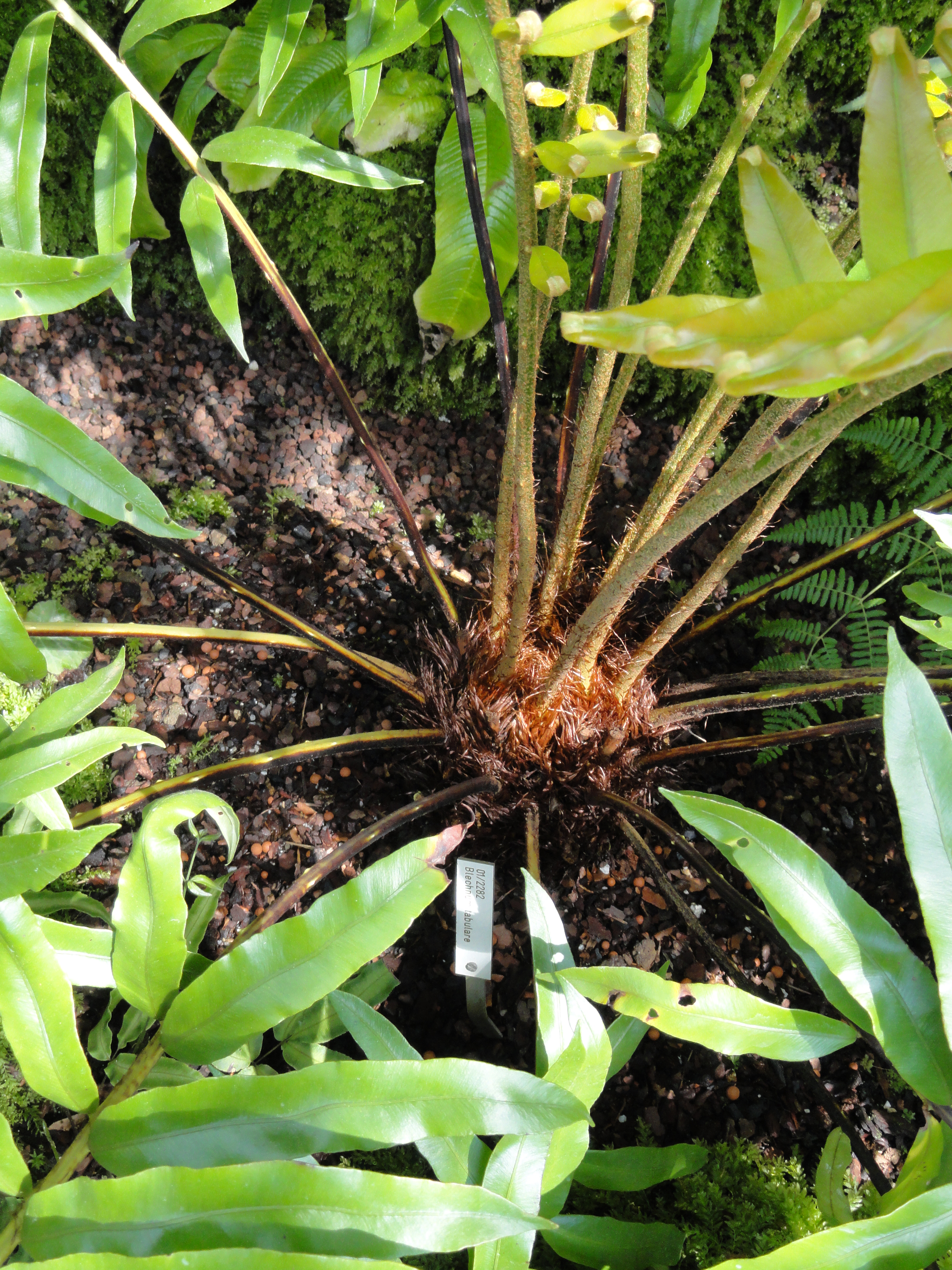

## Distribución
Se encuentra desde el Cabo, Sudáfrica, hasta el norte de Uganda y Nigeria. El hábitat natural de este helecho es a lo largo de las riberas de los ríos y en los márgenes de los bosques afromontanos. Crece muy bien en áreas sombreadas, por lo que es una planta popular para los jardines africanos. Desafortunadamente, esto ha dado lugar a un gran comercio ilegal de estas plantas, que ha visto disminuir su número.
Crecen en forma similar a los helechos arborescentes clásicos (Cyathea), y también se confunde a menudo con las cycadas .

## Taxonomía
Blechnum tabulare fue descrita por Thunb. Kuhn  y publicado en Filices Africanae 94. 1868.
Sinonimia
- Blechnum boryanum Schltdl.
- Blechnum imperiale H. Chr.
- Lomaria boryana (Sw.) Willd.
- Lomaria dalgairnsiae Pappe & Rawson
- Lomaria gueinzii Moug. ex Fée
- Lomaria robusta Carmich.
- Lomaria tabularis (Thunb.) Mett. ex Baker
- Onoclea boryana Sw.
- Parablechnum salicifolium C. Presl
- Pteris osmundoides Bory
- Pteris palmaeformis Thouars
- Pteris tabularis Thunb.	basónimo
- Spicanta osmundoides Kuntze[2]